# Trava: Fist Planet
Trava: Fist Planet è un anime OAV  di genere fantascientifico, diretto da Takeshi Koike e Katsuhito Ishii. L'anime si concentra sul duo di viaggiatori spaziali Trava e Shinkai.
I due personaggi fanno anche un cameo nel film del 2009 Redline come piloti della gara di velocità che dà nome all'anime.

## Trama
I due amici e compagni di avventure l'impetuoso Trava e il moderato e riflessivo Shinkai atterrano su un pianeta su cui devono svolgere alcune rilevazioni geologiche per lavoro. Poco prima di entrare nell'atmosfera si imbattono in un oggetto orbitante alla deriva nello spazio da cui estraggono Mikuru, una giovane ragazza che non ricorda nulla del suo passato.
Il pianeta, piccolo ed accogliente, sembra tuttavia nascondere alcuni segreti e non passa poco tempo che il rilassante soggiorno lavorativo del trio si trasformi in una lotta per la sopravvivenza.
Incontrata la razza degli spaziali uomini giganti, Mikuru si scopre essere la loro principessa perduta. Il portavoce e capomilitare della razza dei giganti, racconta poi ai due increduli tecnici di dover affrontare assieme a loro l'orda di insetti giganti che popola il pianeta, come vuole la profezia tramandata dalla sua gente.
A Trava e Shinkai non resta che accettare.
Sconfitta la calamità, i due salutano la razza di giganti e, un po' intristitisi al pensiero di dover partire senza l'ormai familiare Mikuru, ritornano nello spazio e al loro viaggio.  

## Personaggi
Trava
Doppiato da Kanji Tsuda
Shinkai
Doppiato da Yoshiyuki Morishita
Mikuru
Doppiata da Shie Kohinata
Reiter
Doppiato da Yuji Shimoda